# Epididimite
Epididimite é uma condição médica na qual o epidídimo se torna inflamado. Pode haver dor moderada a muito forte. Podem ser necessários antibióticos para controlar o componente da infecção.
Epididimite consiste na inflamação do epidídimo. Este, por sua vez, trata-se de um pequeno ducto no qual ocorre a maturação e o armazenamento dos espermatozoides, localizado na região posterior do testículo.
Apesar de infecções urinárias serem raras nos homens, infecções bacterianas consistem na maior parte das causas da epididimite aguda. As bactérias presentes na uretra podem retornar pelo trato urinário, por um refluxo da uretra, alcançando o epidídimo e outras estruturas constituintes do trato reprodutivo. Raramente, a infecção pode alcançar o epidídimo pela corrente sanguínea.
A bactéria Chlamydia trachomatis é a responsável por dois terços dos casos de epididimite aguda, vindo precedida pela Neisseria gonorrhoeae e Escherichia coli. Outros agentes presentes no trato reprodutivo também podem levar a esta condição, como Ureaplasma sp., Mycobacterium spp., citomeagolvírus e Cryptococcus sp., em pacientes portadores do HIV.
Outro fator que pode desencadear a epididimite são os procedimentos cirúrgicos nas vias geniturinárias, incluindo a prostatectomia, a cauterização urinária, além da vasectomia. O uso de certos fármacos, como amiodarona (Nexterone), também pode levar à inflamação no epidídimo.
A inflamação desta estrutura pode ser aguda ou crônica. No primeiro caso, o surgimento da dor no local geralmente é acompanhando por dor, inflamação, calor e rubor, enquanto que no segundo caso, a dor pode ser o único sintoma presente, sendo, portanto, caracterizada somente por inflamação, sem necessariamente haver infecção.
Para a forma aguda, as manifestações clínicas abrangem dor e inchaço local, geralmente em apenas um testículo, bem como febre, calafrios, náuseas, dor ou ardência ao urinar, descarga do pênis e polaciúria. Já na forma crônica, o paciente apresenta sensibilidade em um determinado ponto, podendo ou não ser notada irregularidade no epidídimo durante a palpação, embora esta última evidencie um epidídimo muito firme. Pacientes com a forma crônica costumam apresentar sintomas por mais de cinco anos.
O diagnóstico é alcançado por meio de um exame físico detalhado, juntamente com exame de urina, ultrassonografia com Doppler, tomografia computadorizada ou ressonância magnética, visando eliminar outras possíveis causas de dor escrotal, e testes para doenças sexualmente transmissíveis em homens sexualmente ativos.
A forma aguda é tratada com antibióticos, sendo, geralmente, os de escolha a azitromicina e a cefixima, que combatem com eficiência pela N.gonorrhoeae e a C. trachomatis. A doxiciclina pode ser uma alternativa para substituir a azitromicina. Já a oflaxicina e a levofloxacina são utilizadas em casos de organismos entéricos, como a E. coli. Em crianças deve-se evitar o uso de fluoroquinolonas e doxiciclina. Nestes casos, a cefalexina é uma opção.
A aplicação de compressas frias pode ajudar no alívio da dor. Anti-inflamatórios e analgésicos podem ser necessários. Raramente é preciso remover cirurgicamente o epidídimo.
Nos casos da epididimite crônica, acredita-se que a resolução seja espontânea, embora possa levar anos, ou até décadas. Alguns fármacos utilizados para tratar a próstata têm mostrado resultados positivos no tratamento desta condição, como é o caso da doxazosina.
Nos casos de doença sexualmente transmissível, o parceiro também deve ser avaliado e, quando portador da doença, também deve ser tratado. Outras formas de prevenção incluem:
- Abstinência sexual
- Uso de preservativos
- Monogamia
- Prevenção do abuso infantil
- Vacinação contra caxumba
- Higiene adequada da região genital

Nos casos de epididimite resultante do uso de fármacos, este provavelmente deverá ser substituído por outra droga.
Quando tratada adequadamente, a epididimite pode ser curada. No entanto, complicações podem ocorrer, envolvendo:
- Esterilidade
- Abscesso escrotal
- Infecção do testículo simultaneamente a do epidídimo (epidídimo-orquite)
- Septicemia
- Gangrena de Fournier